# Companhia Brasileira de Bebidas Premium
Companhia Brasileira de Bebidas Premium (CBBP) é uma sociedade anônima de capital fechado, do ramo de bebidas, com instalações industriais situadas nas cidades de Pindoretama - Ceará, Frutal - Minas Gerais e  Dias d'Ávila - Bahia. Também possui uma filial administrativa na cidade de São Paulo. A cervejaria é conhecida pela fabricação da cerveja "Proibida".

## História
A empresa foi fundada em Pindoretama, no ano de 2008, por João Carlos Noronha, herdeiro do grupo João Santos, fabricante dos Cimentos Nassau a um custo de R$ 120 milhões,  e outros dois sócios 
Em 2011, lançou seu principal produto, a cerveja Proibida, com direito a um marketing com duas modelos se autodenominavam tchecas e tiveram grande espaço no Pânico na TV - já patrocinado por outra cerveja, a Skol.
No final de 2012, a companhia teve seu controle acionário assumido pelo Grupo Morizono, o qual acabou levando a venda da cervejaria para o empresário Nelson Morizono em março de 2013. O valor do negócio não foi divulgado.